# Norbert Grundmann
Norbert Georg Viktor Grundmann (* 22. April 1940 in Königsberg (Preußen); † 3. Februar 2009 in Wiesbaden) war ein deutscher Redakteur und Moderator.

## Leben
Nach der Flucht aus Ostpreußen 1945 kam die Familie über Mainstockheim und Kiel schließlich nach Duisburg. 1962 legte er sein Abitur am Städtischen naturwissenschaftlichen Gymnasium in Rheinhausen ab. Nach dem Studium der Publizistik, Psychologie und Phonetik in Münster startete er 1963 bei der UFA Wochenschau in Hamburg als Jungredakteur bis 1964; von 1964 bis 1966 arbeitete er als Redakteur bei Deutsche Filmwochenschau G.M.B.H BLICK IN DIE WELT. Danach war er freiberuflich tätig als Redakteur, Regisseur, Autor, Sprecher und Moderator, unter anderem bei der ZDF-Drehscheibe und später bei hallo deutschland als Redakteur 2004.
Norbert Grundmann lebte in Taunusstein. Er starb am 3. Februar 2009 in Wiesbaden.

## Werke (Auswahl)
- 45-Minuten-Film für das ZDF "Ein Schlager wird gemacht – Klaus Doldinger contra Paul Nero"
- 45-Minuten-Film für das ZDF "Eine Compagnie tanzt" Film von Klaus Geitel und Norbert Grundmann. "John Cranko, Susanne Hanke, Jan Stripling, Solisten und Corps de ballet des Württemberg. Staatsteaters Stuttgart und des Nationaltheaters München – Regie: Norbert Grundmann.
- 45-Minuten-Film für das ZDF "Geschäft nach Noten" "Die Schallplatte zwischen Kunst, Show und Geld".
- 45-Minuten-Film für das ZDF "Bundespolizei oder Grenzarmee? – Bericht über den Bundesgrenzschutz".

| Personendaten    | Personendaten                                        |
| ---------------- | ---------------------------------------------------- |
| NAME             | Grundmann, Norbert                                   |
| ALTERNATIVNAMEN  | Grundmann, Norbert Georg Viktor (vollständiger Name) |
| KURZBESCHREIBUNG | deutscher Redakteur und Moderator                    |
| GEBURTSDATUM     | 22. April 1940                                       |
| GEBURTSORT       | Königsberg (Preußen)                                 |
| STERBEDATUM      | 3. Februar 2009                                      |
| STERBEORT        | Wiesbaden                                            |